# Thomas Prichard Rossiter
Pour les articles homonymes, voir Rossiter.
Thomas Prichard Rossiter, né en 1818, et mort en 1871, est un artiste américain du XIXe siècle connu pour ses portraits et peintures de scènes historiques.

## Biographie

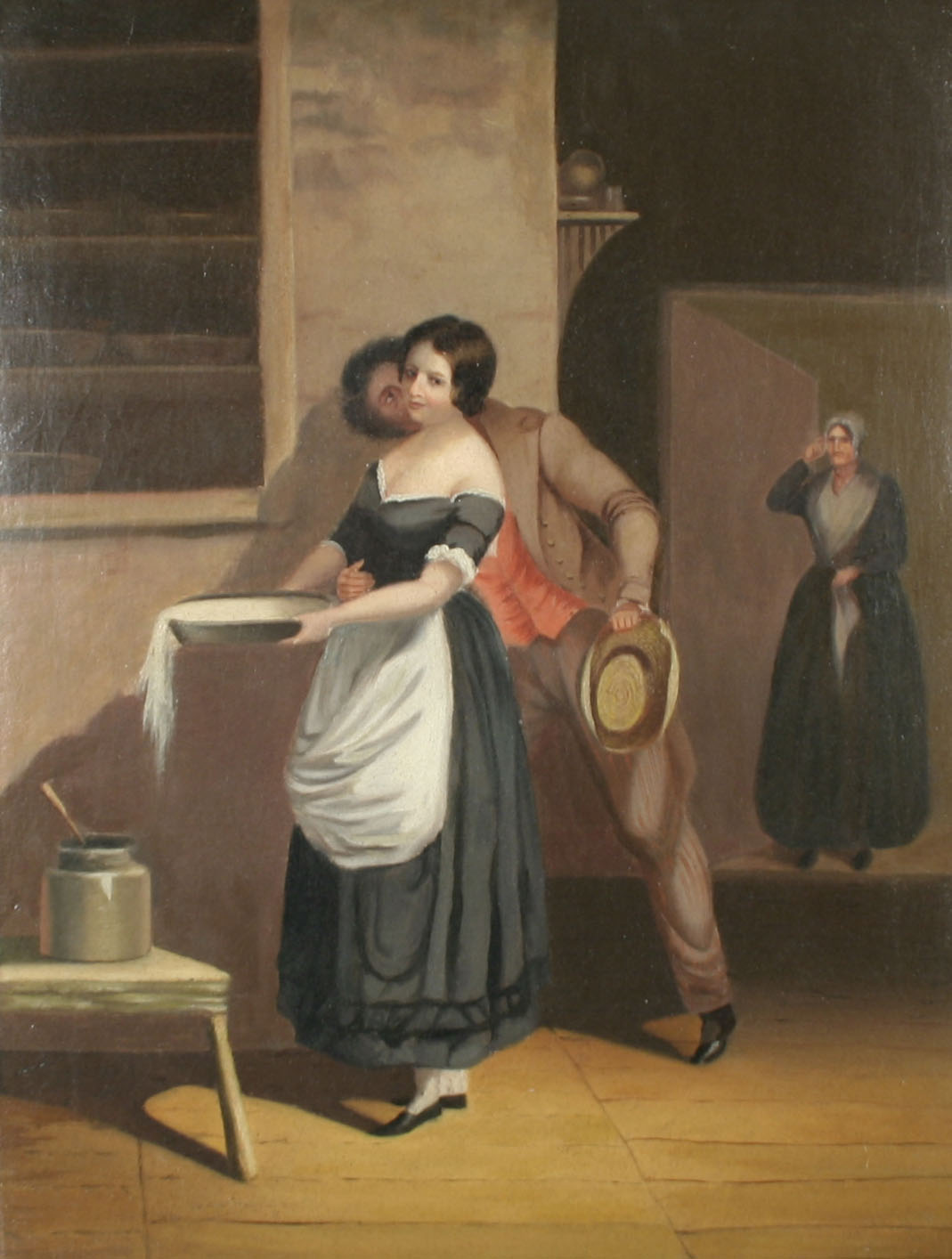
Lait renversé, non daté.

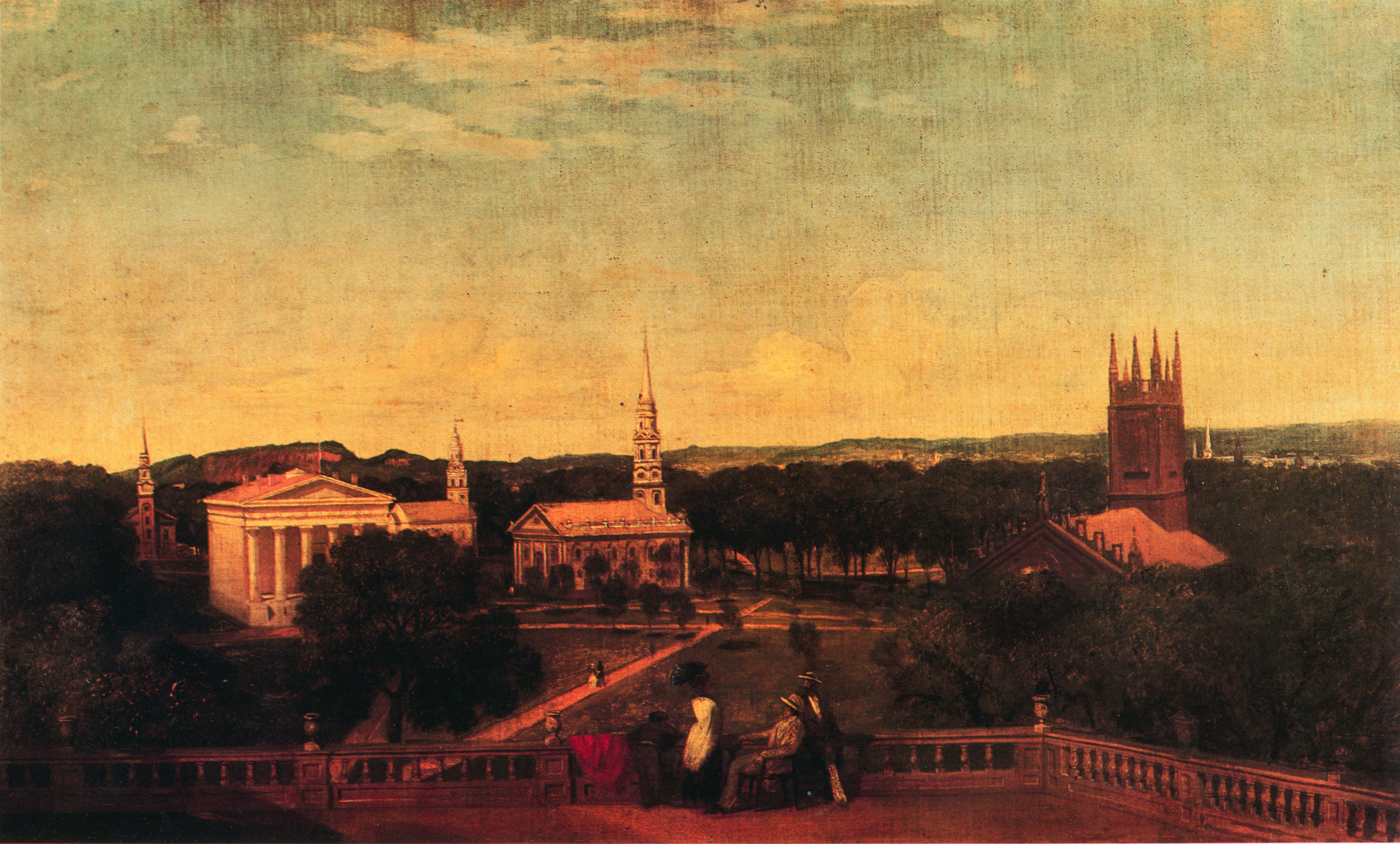
New Haven Green, vers 1850-1853.

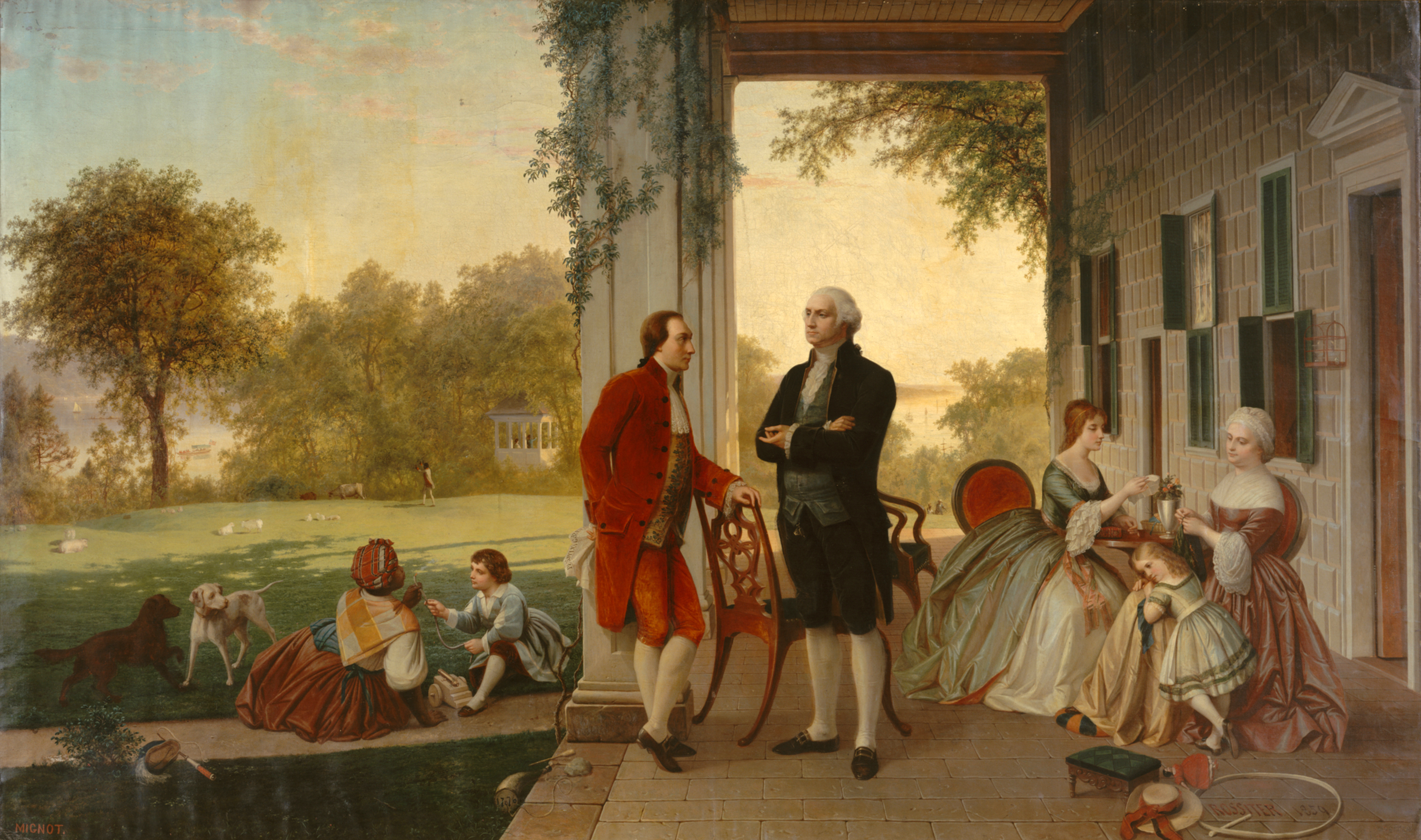
Washington et Lafayette à Mount Vernon, par Rossiter et Mignot, 1859.

Thomas Prichard Rossiter est né à New Haven dans le Connecticut en 1818. Il étudie d'abord la peinture avec John Boyd et plus tard avec Nathaniel Jocelyn.
En 1838, il expose deux tableaux à la National Academy of Design; l'année suivante, il s'installe à New York et ouvre un atelier. En 1840, il voyage en Europe avec Asher B. Durand, Jean Kensett et John William Casilear. Pendant son séjour, il visite Rome avec Thomas Cole, et décide de rester en Italie. En 1846, il retourne à  New York et partage un atelier avec Kensett et Louis Lang.
En 1849, Rossiter est élu à National Academy. En 1851, il épouse Anna Ehrick Parmly. Ils ont fait une tournée en Europe en 1853, s'installant à Paris où Anna a donné naissance aux jumeaux Ehrick Kensett et Charlotte. Rossiter a tenu un atelier à Paris de 1853 à 1856, remportant une médaille d'or à  l'Exposition Universelle de 1855, pour sa Venise au quinzième siècle. Anna meurt peu après la naissance de leur fille Anna, et la famille retourne à New York. Pendant une courte période de temps, Rossiter avait une galerie d'art, exposant ses œuvres et celles de ses amis.
En 1857, il a commencé plusieurs grandes compositions représentant des scènes des débuts de l'histoire américaine, notamment  Washington et Lafayette à Mount Vernon, Washington et son premier cabinet, et George Washington et la Famille. Dans le cadre de ses recherches pour les travaux, Rossiter visite Mount Vernon en juin 1858, et publia peu après un article sur la vie de Washington et l'état de son domaine du mont Vernon. Il a écrit de sa tristesse de voir l'état détérioré des bâtiments et des terrains, et a exhorté la restauration du manoir et des meubles à l'état que Washington leur a laissé.
En 1860, Rossiter épouse Mary (Mollie) Sterling et déménage sa famille à Cold Spring, dans l'État de New York, sur le fleuve Hudson. Il conçoit une maison à Fair Lawn, surplombant l'Hudson. Elle est inscrite sur le Registre national des lieux historiques. Il continue à peindre des portraits, historiques et religieux, des peintures, et exposé à la National Academy of Design et à la Pennsylvania Academy of the Fine Arts, jusqu'à sa mort en 1871.

## Œuvres
Parmi ses tableaux les plus connus, on peut citer : 
- Les Muses et les Grâces (1859), New Britain Museum of American Art
- La signature de la Constitution (vers 1860-1870), conservé au Parc national historique de l'indépendance
- Les juifs en Captivité
- The Wise and Foolish Virgins
- La Maison de Washington (1858), peint avec Mignot.
- Le premier cabinet de Washington
- Les Dernières Heures de Tasso
- Lait renversé

## Exposition
Une rétrospective intitulée Every Kind of a Painter: Thomas Prichard Rossiter (1818-1871) a lieu en 2015 à New-York.